# Sarrine
Sarrine (en arabe : صرين) est une ville du gouvernorat d'Alep, en Syrie, et le chef-lieu du sous-district éponyme. Sa population s'élevait à 6 104 habitants en 2004. 

## Géographie
Sarrine se trouve sur la rive gauche de l'Euphrate, à 31 km à l'est-nord-est de Manbij, à 84 km au nord-est d'Alep et à 370 km au nord-nord-est de Damas.